# Interpol llamando a Río
Interpol llamando a Río es una película filmada en colores coproducción de Argentina y Brasil dirigida por Leo Fleider sobre el guion de Eliseo Montaine que se estrenó el 8 de agosto de 1962 y que tuvo como protagonistas a Julia Sandoval, Tito Alonso, Enrique Kossi y Arnaldo Montel. Al ser exhibida en Argentina sufrió el corte de una escena de strip tease.

## Sinopsis
Dos ladrones huyen a Brasil con una cantante de cabaret luego de asaltar un banco.

## Reparto
- Julia Sandoval … Anita "La Portuguesa" / Titina
- Tito Alonso … Rocha
- Enrique Kossi … Valerio
- Arnaldo Montel … Britos
- Esther Mellinger … Zora
- José Policena
- Gilberto Peyret … Inspector Cevallos
- Orestes Soriani … Dueño de boîte
- Mario Amaya
- María Esther Rodrigo
- Ricardo de Rosas
- Mercedes Manzueto
- César Magle
- Juan Carlos Pelliza
- Leda María
- Paulo de Melo … Brujo
- Julio Albano … Locutor de TV

## Comentarios
Tiempo de Cine opinó:

”Abundante música popular argentina y brasileña, paisajes de Río, peleas cuerpo a cuerpo, semidesnudos, e incluso una violación, para completar el catálogo de excitantes lugares comunes.”

Por su parte El Heraldo del Cine dijo:

”La buena anécdota policial apenas sirve de nexo para enhebrar paisajes y shows. Contra su interés conspiran las interrupciones tanto como la falta de oportunidades para que se afirmaran intérpretes y director.”